# Gabrielle Duchêne
Gabrielle Duchêne (26 de fevereiro de 1870, Paris, França - 3 de agosto de 1954, Zurique, Suíça) foi uma feminista, pacifista, sindicalista e activista antifascista francesa, reconhecida pelo seu trabalho na secção francesa da Liga Internacional de Mulheres pela Paz e Liberdade, entre muitas outras organizações.

## Biografia

### Nascimento e Família
Nascida a 26 de fevereiro de 1870, no 16.º arrondissement de Paris, França, Gabrielle Laforcade era filha de Joseph Laforcade, arquitecto paisagista e chefe do departamento de jardinagem da Câmara Municipal de Paris, e de Denise Rosalie Maréchal Laforcade, ambos oriundos de famílias burguesas francesas.
Em 1892, com 22 anos, casou-se com o arquitecto paisagista Achille Duchêne, conhecido como um dos mais bem sucedidos e aclamados peritos na sua área profissional pela alta sociedade francesa durante os últimos anos do século XIX e o período da Belle Époque. Um ano depois, juntos tiveram uma filha, Suzanne Henriquette Duchêne, escritora e activista feminista, que se casou com o médico Alexandre Roubakine, filho do escritor russo Nikolai Roubakine.

### Primeiros Anos
Pouco depois, Gabrielle Duchêne começou a demonstrar o seu interesse pela filantropia e a política francesa, falando publicamente sobre o caso Dreyfus, a causa sufragista e os movimentos sindicais, revelando extensivamente a sua indignação com o meio burguês donde provinha por ignorar a pobreza e as fracas condições de vida em que as classes baixas e trabalhadoras eram submetidas, sendo ainda exploradas sem terem quaisquer direitos.
Em 1908, tornou-se co-fundadora da Entr'aide (Ajuda Mútua), uma iniciativa que unia, protegia e reivindicava melhores condições salariais e laborais para as operárias das fábricas de linho, lingerie e vestuário da área metropolitana parisiense, tendo a sua sede no número 146 da Avenida Émile Zola, no 15.º arrondissement. Desse ponto em diante, observando a dura realidade do trabalho fabril e operário, a activista lutou para que se estabelecesse a lei do salário mínimo, a igualdade salarial entre géneros e a promoção do sindicalismo através da educação dos trabalhadores.
Entre 1913 e 1915, Gabrielle Duchêne integrou o conselho da união sindical Chemiserie-Lingerie, foi eleita presidente da secção trabalhista do Conseil National des femmes françaises (CNFF, Conselho Nacional das Mulheres Francesas), principal organização feminista do país, e tornou-se vice-secretária do Comité intersyndical d'action contre l'exploitation de la femme (CIACEF, Comité Intersindical de Acção contra a Exploração da Mulher). Nesse mesmo período fundou ainda o Office français du Travail à domicile (OFTD, Gabinete Francês do Trabalho ao Domicílio), que visava a defesa das mulheres contra a exploração assalariada, e o Office français des intérêts féminins (OFIF, Gabinete Francês dos Interesses Femininos), tentando reconciliar e colaborar com as feministas sindicalistas e as feministas burguesas, consideradas menos reivindicativas nos direitos da mulher.
A 10 de julho de 1915, fruto do seu trabalho, foi promulgada a lei de salário mínimo, contudo esta não foi aplicada ou cumprida durante vários anos, forçando os sindicatos a se manifestarem por várias ocasiões nos anos seguintes.

### Primeira Guerra Mundial
Com o eclodir da Primeira Guerra Mundial em 1914, apesar de militar pelo pacifismo, Gabrielle Duchêne integrou o pequeno grupo de pacifistas franceses que se recusou a aceitar a Union Sacrée (União Sagrada), um acordo promulgado pela esquerda política para não atacar ou tomar outras medidas de natureza bélica ou sancionária que pudessem prejudicar o esforço de guerra.
Um ano depois, em 1915, a activista cessou as suas acções sindicais para se dedicar exclusivamente à causa pacifista e à luta pelos direitos da mulher. Nesse mesmo ano foi convidada a participar no Congresso Internacional de Mulheres em Haia, Países Baixos, criado por iniciativa da activista Jane Addams, com o apoio de várias associações feministas e pacifistas americanas e holandesas. Durante o evento, fruto da colaboração de diversas activistas de vários países, surgiu a ideia de se criar o Comité international des femmes pour la paix permanente (CIFPP, Comité Internacional de Mulheres pela Paz Permanente), sendo fundada em maio desse mesmo ano. Adepta da iniciativa, Gabrielle Duchêne criou a secção francesa da agremiação, da qual foi eleita presidente, ao lado de Jeanne Halbwachs no cargo de secretária geral, da sua filha Suzanne Duchêne como secretária adjunta e da Madame Morre-Lambellin na tesouraria. Pela mesma ocasião, ingressou na Société d'études critiques et documentaires sur la guerre (Sociedade de Estudos Críticos e Documentais sobre a Guerra), a qual congregava a minoria pacifista da Ligue des droits de l'homme (LDH, Liga dos Direitos do Homem).
Pouco tempo depois, em novembro de 1915, o grupo ficou envolto no escândalo conhecido como «des femmes de la rue Fondary» («das mulheres da rua Fondary»), nome esse devido ao local onde tinham sede. Decididas a nunca se demoverem de lutar pelos seus ideais, durante esse período, a secção francesa do CIFPP decidiu distribuir uma brochura, intitulada "Un duty urgente pour les femmes", escrita anonimamente pelo filósofo Michel Alexandre. Enviada a vários professores e trabalhadores dos correios, com o intuito de estes os distribuírem pelo país e além fronteiras, o texto punha em causa a necessidade de se continuar a participar numa guerra sem saída, pedindo ainda aos aliados que dessem a conhecer as suas condições para cessar o combate e que não rejeitassem à partida qualquer proposta de paz que fosse realizada. Chegando às mãos de vários membros do governo e da polícia francesa, não tendo sido analisado previamente pelo Departamento de Imprensa, que também executava a censura e controlava todas as publicações emitidas sobre a guerra, o documento não tinha autorização de publicação, desencadeando-se nos meses e anos seguintes vários ataques na imprensa simpatizante do governo contra as mulheres da agremiação e até perseguições e ataques violentos. Em dezembro desse ano, a casa de Gabrielle Duchêne, situada no número 10 da Quai Debilly, actual Avenue de New-York, foi alvo de uma rusga policial, sendo muitos dos seus documentos e livros apreendidos, e em 1918, após a guerra, a activista Hélène Brion, membro da associação feminista, foi julgada por um conselho de guerra e enviada para a prisão feminina de Saint-Lazare por publicar artigos de propaganda "derrotista".
Apesar de ter sido alvo de perseguição política, Gabrielle Duchêne continuou a actuar em várias iniciativas, revelando-se indiferente aos ataques que se fizeram contra a sua reputação ou até correr o risco de ser acusada judicialmente, nunca deixando de falar publicamente contra a guerra, as injustiças sociais e as desigualdades de género.
Em dezembro de 1917, criou e dirigiu, juntamente com Jeanne Mélin e Marthe Bigot, o Comité d'Action Suffragiste (CAS, Comité de Acção Sufragista), o qual organizava para além de reuniões e palestras, várias sessões de cinema para atrair novos membros, sobretudo da classe trabalhadora, alertando-os para os seus direitos e as suas reivindicações.

### Período Pós-Guerra
Em 1919, proibida de sair do país para participar no Congresso Internacional das Mulheres pela Paz e pela Liberdade em Zurique, Suíça, organizado pelas feministas alemãs Anita Augspurg e Lida Gustava Heymann, não lhe sendo dada autorização para a emissão do seu passaporte, Gabrielle Duchêne e quinze activistas francesas enviaram uma carta à organização pacifista e feminista, na qual explicaram a sua situação e a sua prontidão em mesmo assim colaborar com as activistas apesar da distância.
Durante o evento, a CIFPP foi transformada na Ligue internationale des femmes pour la paix et la liberté (LIFPL, Liga Internacional de Mulheres pela Paz e Liberdade, ou WILPF em inglês), adoptando as ideologias do 28º presidente dos Estados Unidos Thomas Woodrow Wilson. Consequentemente, Gabrielle Duchêne criou a secção francesa da mesma. Assumindo o cargo de secretária geral, desempenhou o papel de representante francesa da liga nos congressos, comités e conferências internacionais que decorreram em solo francês, como na Conferência de Paz de Paris, realizada em Versalhes, a 18 de janeiro de 1919.
Na década de 1920, a activista pacifista e feminista focou os seus esforços na campanha para ajudar as vítimas da fome, ingressando no Comité français de secours aux enfants (Comité Francês de Socorro às Crianças, actual Œuvre de secours aux enfants) e em várias iniciativas de apoio à Rússia Soviética, entre 1920 e 1923, adoptando a causa marxista e associando-se a ou fundando várias organizações, durante o fim da década, como o Comité international de secours à la Russie (Comité Internacional de Socorro à Rússia, posteriormente transformada na Socorro Vermelho Internacional), a Ligue contre l'impérialisme et l'oppression coloniale (Liga Contra o Imperialismo e a Opressão Colonial ou ainda Liga Mundial Anti-Imperialista), sob a orientação da Terceira Internacional, o Cercle de la Russie neuve (CRN, Circulo da Rússia Nova) ou ainda a Confédération générale du travail unitaire (CGTU, Confederação Geral do Trabalho Unitário), onde desempenhou como delegada nas comemorações do décimo aniversário da Revolução de Outubro em Moscovo. Pela mesma ocasião, apesar de não se ter inscrito como militante, começou a apoiar o Partido Comunista Francês e a escrever sobre a Rússia como uma "terra de paz e liberdade", onde as mulheres já tinham obtido direitos fundamentais, como o direito ao voto em 1917, enquanto em França esse tema ainda era reivindicado ou ridicularizado por muitos.
Durante o mesmo período e até ao fim da década de 1930, unindo-se ao movimento antifascista que crescia em oposição aos regimes de extrema direita que surgiam na Europa, Gabrielle Duchêne participou em inúmeras conferências e congressos, como a Conferência Geral sobre Desarmamento em Paris e o Congresso contra a Guerra e o Imperialismo em Amesterdão, liderado por Romain Rolland e Henri Barbusse, para além de ter publicado numerosos artigos, nomeadamente nas revistas e jornais franceses Clarté (1919-1928), SOS (1925-1935) e En Vigie (1935-1939), onde também escreveu artigos de apoio à república espanhola e de propaganda soviética, gerando-se alguns conflitos com várias personalidades da época que acusavam o regime russo de radicalismo e traição dos seus ideais revolucionários.
Após a crise de 6 de fevereiro de 1934 e o crescente risco de um golpe de extrema direita em França, a activista associou-se ao Comité d'action antifasciste et de vigilance (Comité de Acção e Vigilância Antifascista), ao Comité mondial des femmes contre la guerre et le fascisme (CMF, Comité Mundial de Mulheres Contra a Guerra e o Fascismo) e ao Rassemblement universel pour la paix (RUP, Encontro Universal pela Paz), para além de ter apoiado a coligação francesa de esquerda Frente Popular e participado em algumas campanhas de auxílio aos presos políticos, criadas pelo político alemão, assassinado no campo de concentração de Buchenwald, Ernst Thälmann.

### Segunda Guerra Mundial
Em 1940, com o avançar da Segunda Guerra Mundial e a ocupação da França pelo regime nazi, o nome de Gabrielle Duchêne foi adicionado à lista de pessoas a serem espionadas e vigiadas pela Gestapo e a polícia do governo de Vichy. Temendo pela sua vida, a activista deixou a capital francesa e refugiou-se em Aix-en-Provence, no sul do país, onde permaneceu até ter sido reconhecida e denunciada. Obrigada a fugir novamente, durante dois anos, com ajuda da resistência francesa, manteve-se escondida, encontrando finalmente um refúgio mais estável na casa da sua amiga, autora e jornalista Claire Géniaux em Milhars, Tarn, durante 1943 e 1944.

### Últimos Anos de Vida
Após a Libertação, a activista retomou as suas actividades políticas e sociais, regressando a Paris e ingressando na Société des Amis de l'URSS (Sociedade de Amigos da URSS, mais tarde conhecida como Associação França-URSS), na Fédération démocratique internationale des femmes (FDIF, Federação Democrática Internacional das Mulheres) e na associação sem fins lucrativos Secours populaire français (SPF, Auxílio Popular Francês), para além de ter continuando até à sua morte ligada à Liga Internacional de Mulheres pela Paz e Liberdade.
Gabrielle Duchêne faleceu a 3 de agosto de 1954, em Zurique, Suíça, com 84 anos de idade.

## Publicações
Durante a sua vida, Gabrielle Duchêne escreveu inúmeros artigos, colaborando extensivamente com vários periódicos e revistas da época, para além de ter publicado vários documentos e relatórios sobre várias conferências e congressos em que participou ou ainda alguns estudos onde expunha as débeis condições de vida dos mais desfavorecidos, a exploração da classe operária e as injustiças sociais e económicas que afectavam os direitos das mulheres na sociedade francesa. Convidada por outros autores, a activista também escreveu os prefácios de várias obras, tais como Les méthodes modernes de guerre et la protection des populations civiles, avec une déclaration du professeur P. Langevin (Paris, Marcel Rivière, 1929), Confiance en Hitler? Autour d’une interview de M. Jean Goy (Paris, Comité mundial das mulheres), La famille et le mariage en URSS (Paris, Éditions France-URSS) e Guerre, War, Krieg (Paris, Comité mundial das mulheres).

### Breve selecção de obras publicadas
- 1914 : Le travail à domicile. Ses misères, ses dangers. Les moyens d’y remédier, Paris, Office français du travail à domicile.
- 1917 : Le droit à la vie et le minimum de salaire, Villeneuve-Saint-Georges, Imprimerie coopérative ouvrière.
- 1918 : Les progrès de la législation sur le minimum de salaire avec la traduction des derniers textes législatifs des États-Unis, Paris, Marcel Rivière.
- 1925 : L'Éducation en vue de la paix. Relatório apresentado durante o primeiro congresso geral das crianças em Genebra.
- 1919 : The famine in Europe. The facts and suggested remedies
- 1929 : Russie, Extrême-Orient, colonies d’Asie, por Albert Thomas, Panaït Istrati, Alexandre Kerensky, Marius Moutet e Gabrielle Duchêne, Paris, Comité national d'études sociales et politiques.
- 1934 : La femme en URSS, Courbevoie, La Cootypographie.
- 1953 : Por un mundo de paz! Por la vida de nuestros hijos! Por nuestros derechos!, Paris, Imp. H. Giraud.